# Varuh meje
Varuh meje je slovenski dramsko-pustolovski film iz leta 2002 v režiji Maje Weiss. Tri dekleta na izletu s kanuji po Kolpi odkrivajo meje dovoljenega, skrivaj jih opazuje Varuh meje. Na Berlinalu je film prejel nagrado Manfreda Salzbergerja za najbolj inovativen evropski film, na 4. festivalu gejevskega in lezbičnega filma v Miamiju je Maja Weiss za film prejela posebno nagrado žirije za prvenec.

## Zgodba
Tri študentke, Alja, Simona in Žana se odločijo del počitnic preživeti ob reki Kolpi, kamor jih je povabila Alja, ki izvira iz Bele Krajine. Kanuje in ostalo opremo jim posodi Aljin fant Medo, ki je ravno tako domačin. 
Idilo ob odhodu zmoti novica o izginotju dekleta, policiji pa naj bi uspelo ob Kolpi najti njen čevelj. Kljub temu se dekleta odpravijo na izlet, kjer pa se kmalu začnejo kazati razlike med Aljo in Žano, ki si očitno začneta kazati naklonjenost, in veliko bolj zadržano Simono.
Ob priliki se dekleta ločijo, in Simona naleti na skrivnostnega moškega, ki na bregu reke lovi ribe. Čeprav ne spregovorita besede, je očitno moški Simoni všeč. Malo kasneje najdejo ženski natikač, zato Alja in Žana posumita, da je moški, ki ga je srečala Simona, morda povezan z izginotjem dekleta.
Kasneje dekleta srečajo lovca, za katerega se izkaže, da je moški, ki ga je Simona že srečala. Ta jim ukaže, da sedejo v njegov avtomobil in med vožnjo Alja in Žana v prtljažniku vidita enak natikač, ki so ga našle v gozdu. Ob priliki mu uspejo pobegniti iz avtomobila in steči v gozd, nakar jim uspe priti v vas, kjer poteka veselica. Tam k njim prisedeta dva fanta, ki ju Alja in Žana zavrneta, Simona pa se po drugi strani do njiju obnaša prijazno.
Nenadoma se na odru pojavi moški, ki so ga dekleta že spoznala kot ribiča in lovca, vendar tokrat nastopa v vlogi politika. Med govorom poziva k sledenju tradicionalnim vrednotam in ostro napade promiskuitetno obnašanje mladine, pri čemer se razglasi za Varuha meje - meje med dobrim in slabim. Zato Alja, Žana in Simona  pobegnejo nazaj v gozd in najdejo svoj šotor. Kmalu za njimi pridejo varuh meje in oba fanta z veselice in jim pričnejo groziti, če se ne uklonijo njihovim zahtevam in pridejo iz šotora. Po nekaj časa se Simona odloči priti iz šotora, Alja in Žana pa se predata strastem.
Naslednje jutro Aljo in Žano najde Medo in ugotovi, da je Alja očitno lezbično usmerjena, zato dekleta pelje k Alji in razočaran odide. Tam Simona obtoži Aljo in Žano, da ji nista pomagali medtem, ko so jo varuh meje in oba fanta posilili. Alja in Žana nasprotno trdita, da je Simona sama odšla z obema fantoma. Simona jima svoj prav poskuša dokazati s fotografijami, vendar se izkaže, da fotografije sploh niso bile posnete tako, da so dekleta brez dokazov in prava resnica ostane skrita.

## Igralci
- Tanja Potočnik kot Alja
- Iva Krajnc kot Simona
- Pia Zemljič kot Žana
- Jonas Žnidaršič kot Varuh meje
- Jan Hadžič kot igralec
- Gašper Jarni
- Milada Kalezić
- Igor Koršič
- Domen Novak
- Boris Ostan
- Semka Sokolović Bertok
- Zvonimir Torjanac
- Vladimir Vlaškalič
- Gorazd Žilavec
- Marjan Šarec